# EPrix de New York 2021

L'ePrix de New York 2021, disputé les 10 et 11 juillet 2021, sont les 79e et 80e manches de l'histoire de la Formule E. Il s'agit de la septième et de la huitième édition de l'ePrix de New York comptant pour le championnat de Formule E et les dixièmes et onzièmes manches du championnat du monde 2020-2021.

## Première manche
GP précédent GP suivant

### Essais Libres

#### Première séance
| Pos. | Pilote             | Voiture                   | Chorno         | Écart     |
| ---- | ------------------ | ------------------------- | -------------- | --------- |
| 1    | Robin Frijns       | Virgin-Audi               | 1 min 10 s 282 |           |
| 2    | Oliver Turvey      | NIO 333                   | 1 min 10 s 377 | + 0 s 095 |
| 3    | Maximilian Günther | BMW i Andretti Motorsport | 1 min 10 s 701 | + 0 s 419 |
| 4    | Lucas di Grassi    | Audi                      | 1 min 10 s 963 | + 0 s 681 |
| 5    | Pascal Wehrlein    | Porsche                   | 1 min 10 s 970 | + 0 s 688 |
| 6    | Joel Eriksson      | Dragon-Penske             | 1 min 10 s 970 | + 0 s 688 |

#### Deuxième séance
| Pos. | Pilote             | Voiture                   | Chorno         | Écart     |
| ---- | ------------------ | ------------------------- | -------------- | --------- |
| 1    | Sébastien Buemi    | Nissan eDams              | 1 min 09 s 386 |           |
| 2    | Maximilian Günther | BMW i Andretti Motorsport | 1 min 09 s 417 | + 0 s 031 |
| 3    | Pascal Wehrlein    | Porsche                   | 1 min 09 s 443 | + 0 s 057 |
| 4    | Edoardo Mortara    | ROKiT Venturi-Mercedes    | 1 min 09 s 484 | + 0 s 098 |
| 5    | Norman Nato        | ROKiT Venturi-Mercedes    | 1 min 09 s 576 | + 0 s 190 |
| 6    | Nyck de Vries      | Mercedes                  | 1 min 09 s 614 | + 0 s 228 |

### Qualifications
Résultats des qualifications de la première manche,,
| Pos. | Pilote                 | Écurie                    | Groupe de qualification | Super Pole     | Grille |
| ---- | ---------------------- | ------------------------- | ----------------------- | -------------- | ------ |
| 1    | Nick Cassidy           | Virgin-Audi               | 1 min 09 s 672          | 1 min 09 s 338 | 1      |
| 2    | Jean-Éric Vergne       | DS Techeetah              | 1 min 09 s 599          | 1 min 09 s 499 | 2      |
| 3    | Alex Lynn              | Mahindra                  | 1 min 09 s 746          | 1 min 09 s 538 | 3      |
| 4    | Maximilian Günther     | BMW i Andretti Motorsport | 1 min 09 s 718          | 1 min 09 s 614 | 4      |
| 5    | Sébastien Buemi        | Nissan eDams              | 1 min 09 s 531          | 1 min 09 s 713 | 5      |
| 6    | Pascal Wehrlein        | Porsche                   | 1 min 09 s 667          | 1 min 09 s 752 | 6      |
| 7    | Lucas di Grassi        | Audi                      | 1 min 09 s 759          |                | 7      |
| 8    | Oliver Rowland         | Nissan eDams              | 1 min 09 s 891          |                | 8      |
| 9    | Alexander Sims         | Mahindra                  | 1 min 09 s 892          |                | 9      |
| 10   | André Lotterer         | Porsche                   | 1 min 10 s 028          |                | 10     |
| 11   | Robin Frijns           | Virgin-Audi               | 1 min 10 s 063          |                | 11     |
| 12   | Sérgio Sette Câmara    | Dragon-Penske             | 1 min 10 s 147          |                | 12     |
| 13   | António Félix da Costa | DS Techeetah              | 1 min 10 s 156          |                | 13     |
| 14   | Oliver Turvey          | NIO 333                   | 1 min 10 s 181          |                | 14     |
| 15   | Jake Dennis            | BMW i Andretti Motorsport | 1 min 10 s 239          |                | 15     |
| 16   | Mitch Evans            | Jaguar                    | 1 min 10 s 526          |                | 16     |
| 17   | Tom Blomqvist          | NIO 333                   | 1 min 10 s 530          |                | 17     |
| 18   | Nyck de Vries          | Mercedes                  | 1 min 10 s 581          |                | 18     |
| 19   | Norman Nato            | ROKiT Venturi-Mercedes    | 1 min 10 s 658          |                | 19     |
| 20   | Sam Bird               | Jaguar                    | 1 min 10 s 934          |                | 20     |
| 21   | Stoffel Vandoorne      | Mercedes                  | 1 min 10 s 952          |                | 21     |
| 22   | Joel Eriksson          | Dragon-Penske             | 1 min 11 s 036          |                | 22     |
| 23   | René Rast              | Audi                      | 1 min 11 s 271          |                | 23     |
| 24   | Edoardo Mortara        | ROKiT Venturi-Mercedes    | 1 min 11 s 690          |                | 24     |

### Course

#### Classement
Classement de la première course
| Pos. | no | Pilote                 | Écurie                    | Tours | Temps/Abandon   | Grille | Points |
| ---- | -- | ---------------------- | ------------------------- | ----- | --------------- | ------ | ------ |
| 1    | 28 | Maximilian Günther     | BMW i Andretti Motorsport | 38    | 46 min 24 s 747 | 4      | 25     |
| 2    | 25 | Jean-Éric Vergne       | DS Techeetah              | 38    | + 2 s 072       | 2      | 18     |
| 3    | 11 | Lucas di Grassi        | Audi                      | 38    | + 2 s 832       | 7      | 15     |
| 4    | 37 | Nick Cassidy           | Virgin-Audi               | 38    | + 4 s 623       | 1      | 15     |
| 5    | 4  | Robin Frijns           | Virgin-Audi               | 38    | + 5 s 239       | 11     | 10     |
| 6    | 23 | Sébastien Buemi        | Nissan eDams              | 38    | + 6 s 370       | 5      | 9      |
| 7    | 22 | Oliver Rowland         | Nissan eDams              | 38    | + 6 s 581       | 8      | 6      |
| 8    | 36 | André Lotterer         | Porsche                   | 38    | + 7 s 826       | 10     | 4      |
| 9    | 10 | Sam Bird               | Jaguar                    | 38    | + 8 s 489       | 20     | 3      |
| 10   | 33 | René Rast              | Audi                      | 38    | + 11 s 917      | 23     | 1      |
| 11   | 94 | Alex Lynn              | Mahindra                  | 38    | + 14 s 912      | 3      |        |
| 12   | 13 | António Félix da Costa | DS Techeetah              | 38    | + 15 s 289      | 13     |        |
| 13   | 17 | Nyck de Vries          | Mercedes                  | 38    | + 27 s 523      | 18     |        |
| 14   | 48 | Edoardo Mortara        | ROKiT Venturi-Mercedes    | 38    | + 27 s 698      | 24     |        |
| 15   | 71 | Norman Nato            | ROKiT Venturi-Mercedes    | 38    | + 28 s 472      | 19     |        |
| 16   | 88 | Tom Blomqvist          | NIO 333                   | 38    | + 28 s 746      | 17     |        |
| 17   | 6  | Joel Eriksson          | Dragon-Penske             | 38    | + 41 s 106      | 22     |        |
| 18   | 7  | Sérgio Sette Câmara    | Dragon-Penske             | 38    | + 49 s 849      | 12     |        |
| Abd. | 27 | Jake Dennis            | BMW i Andretti Motorsport | 30    | Abandon         | 15     |        |
| Abd. | 29 | Alexander Sims         | Mahindra                  | 29    | Abandon         | 9      |        |
| Abd. | 5  | Stoffel Vandoorne      | Mercedes                  | 27    | Abandon         | 21     |        |
| Abd. | 20 | Mitch Evans            | Jaguar                    | 14    | Abandon         | 16     |        |
| Abd. | 8  | Oliver Turvey          | NIO 333                   | 11    | Abandon         | 14     |        |
| Abd. | 99 | Pascal Wehrlein        | Porsche                   | 10    | Abandon         | 6      |        |

António Félix da Costa, Stoffel Vandoorne, Nyck de Vries, Sam Bird et Jean-Éric Vergne ont été désignés par un vote en ligne pour obtenir le fanboost, qui leur permet de bénéficier de 25 kW supplémentaires pendant cinq secondes lors de la deuxième moitié de la course.

#### Pole Position et record du tour
La pole position et le meilleur tour en course rapportent respectivement 3 points et 1 point.
- Pole Position:  Nick Cassidy (Envision Virgin Racing) en 1 min 09 s 338.
- Meilleur tour en course:  Norman Nato (ROKiT Venturi-Mercedes) en 1 min 10 s 823. Puisqu'il finit en dehors du top 10, le point du meilleur tour revient à Sam Bird.

## Deuxième manche
GP précédent GP suivant

### Essais Libres
| Pos. | Pilote                 | Voiture                | Chorno         | Écart     |
| ---- | ---------------------- | ---------------------- | -------------- | --------- |
| 1    | António Félix da Costa | DS Techeetah           | 1 min 08 s 472 |           |
| 2    | Mitch Evans            | Jaguar                 | 1 min 08 s 521 | + 0 s 049 |
| 3    | Nick Cassidy           | Virgin-Audi            | 1 min 08 s 559 | + 0 s 087 |
| 4    | Robin Frijns           | Virgin-Audi            | 1 min 08 s 565 | + 0 s 093 |
| 5    | René Rast              | Audi                   | 1 min 08 s 597 | + 0 s 125 |
| 6    | Norman Nato            | ROKiT Venturi-Mercedes | 1 min 08 s 630 | + 0 s 158 |

### Qualifications
| Pos. | Pilote                 | Écurie                    | Groupe de qualification | Super Pole     | Grille |
| ---- | ---------------------- | ------------------------- | ----------------------- | -------------- | ------ |
| 1    | Sam Bird               | Jaguar                    | 1 min 08 s 855          | 1 min 08 s 572 | 1      |
| 2    | Mitch Evans            | Jaguar                    | 1 min 08 s 914          | 1 min 08 s 662 | 2      |
| 3    | Nick Cassidy           | Virgin-Audi               | 1 min 08 s 947          | 1 min 08 s 663 | 3      |
| 4    | Pascal Wehrlein        | Porsche                   | 1 min 08 s 898          | 1 min 08 s 818 | 4      |
| 5    | Sérgio Sette Câmara    | Dragon-Penske             | 1 min 09 s 038          | 1 min 08 s 998 | 5      |
| 6    | André Lotterer         | Porsche                   | 1 min 09 s 012          | 1 min 09 s 201 | 6      |
| 7    | António Félix da Costa | DS Techeetah              | 1 min 09 s 052          |                | 7      |
| 8    | Alex Lynn              | Mahindra                  | 1 min 09 s 166          |                | 8      |
| 9    | Alexander Sims         | Mahindra                  | 1 min 09 s 229          |                | 9      |
| 10   | Norman Nato            | ROKiT Venturi-Mercedes    | 1 min 09 s 236          |                | 10     |
| 11   | René Rast              | Audi                      | 1 min 09 s 256          |                | 11     |
| 12   | Lucas di Grassi        | Audi                      | 1 min 09 s 328          |                | 12     |
| 13   | Sébastien Buemi        | Nissan eDams              | 1 min 09 s 339          |                | 13     |
| 14   | Edoardo Mortara        | ROKiT Venturi-Mercedes    | 1 min 09 s 393          |                | 14     |
| 15   | Joel Eriksson          | Dragon-Penske             | 1 min 09 s 495          |                | 15     |
| 16   | Oliver Rowland         | Nissan eDams              | 1 min 09 s 499          |                | 16     |
| 17   | Oliver Turvey          | NIO 333                   | 1 min 09 s 620          |                | 17     |
| 18   | Tom Blomqvist          | NIO 333                   | 1 min 09 s 649          |                | 18     |
| 19   | Jake Dennis            | BMW i Andretti Motorsport | 1 min 09 s 969          |                | 19     |
| 20   | Stoffel Vandoorne      | Mercedes                  | 1 min 10 s 089          |                | 20     |
| 21   | Robin Frijns           | Virgin-Audi               | 1 min 10 s 341          |                | 21     |
| 22   | Nyck de Vries          | Mercedes                  | 1 min 10 s 599          |                | 22     |
| 23   | Maximilian Günther     | BMW i Andretti Motorsport | 1 min 10 s 637          |                | 23     |
| 24   | Jean-Éric Vergne       | DS Techeetah              | 1 min 21 s 673          |                | 24     |

### Course

#### Classement
Classement de la deuxième course
| Pos. | no | Pilote                 | Écurie                    | Tours | Temps/Abandon    | Grille | Points |
| ---- | -- | ---------------------- | ------------------------- | ----- | ---------------- | ------ | ------ |
| 1    | 10 | Sam Bird               | Jaguar                    | 37    | 46 min 15 s 909  | 1      | 29     |
| 2    | 37 | Nick Cassidy           | Virgin-Audi               | 37    | + 4 s 167        | 3      | 18     |
| 3    | 13 | António Félix da Costa | DS Techeetah              | 37    | + 4 s 840        | 7      | 16     |
| 4    | 99 | Pascal Wehrlein        | Porsche                   | 37    | + 7 s 154        | 4      | 12     |
| 5    | 36 | André Lotterer         | Porsche                   | 37    | + 7 s 762        | 6      | 10     |
| 6    | 29 | Alexander Sims         | Mahindra                  | 37    | + 16 s 286       | 9      | 8      |
| 7    | 71 | Norman Nato            | ROKiT Venturi-Mercedes    | 37    | + 24 s 983       | 10     | 6      |
| 8    | 4  | Robin Frijns           | Virgin-Audi               | 37    | + 25 s 084       | 21     | 4      |
| 9    | 94 | Alex Lynn              | Mahindra                  | 37    | + 25 s 405       | 8      | 2      |
| 10   | 28 | Maximilian Günther     | BMW i Andretti Motorsport | 37    | + 26 s 009       | 23     | 1      |
| 11   | 7  | Sérgio Sette Câmara    | Dragon-Penske             | 37    | + 26 s 341       | 5      |        |
| 12   | 5  | Stoffel Vandoorne      | Mercedes                  | 37    | + 30 s 781       | 20     |        |
| 13   | 20 | Mitch Evans            | Jaguar                    | 37    | + 30 s 957       | 2      |        |
| 14   | 11 | Lucas di Grassi        | Audi                      | 37    | + 31 s 970       | 12     |        |
| 15   | 23 | Sébastien Buemi        | Nissan eDams              | 37    | + 32 s 985       | 13     |        |
| 16   | 27 | Jake Dennis            | BMW i Andretti Motorsport | 37    | + 35 s 692       | 19     |        |
| 17   | 48 | Edoardo Mortara        | ROKiT Venturi-Mercedes    | 37    | + 35 s 924       | 14     |        |
| 18   | 17 | Nyck de Vries          | Mercedes                  | 37    | + 36 s 339       | 22     |        |
| 19   | 22 | Oliver Rowland         | Nissan eDams              | 37    | + 51 s 384       | 16     |        |
| 20   | 33 | René Rast              | Audi                      | 37    | + 59 s 694       | 11     |        |
| 21   | 88 | Tom Blomqvist          | NIO 333                   | 37    | + 1 min 05 s 327 | 18     |        |
| 22   | 6  | Joel Eriksson          | Dragon-Penske             | 37    | + 1 min 07 s 701 | 15     |        |
| Abd. | 8  | Oliver Turvey          | NIO 333                   | 29    | Abandon          | 17     |        |
| Abd. | 25 | Jean-Éric Vergne       | DS Techeetah              | 0     | Abandon          | 24     |        |

António Félix da Costa, Stoffel Vandoorne, Nyck de Vries, Sam Bird et Lucas di Grassi ont été désignés par un vote en ligne pour obtenir le fanboost, qui leur permet de bénéficier de 25 kW supplémentaires pendant cinq secondes lors de la deuxième moitié de la course.

#### Pole Position et record du tour
La pole position et le meilleur tour en course rapportent respectivement 3 points et 1 point.
- Pole Position:  Sam Bird (Jaguar) en 1 min 08 s 572.
- Meilleur tour en course:  Mitch Evans en 1 min 10 s 050. Puisqu'il termine en dehors du top 10, le point du meilleur tour revient à Antonio Félix da Costa.

## Classement généraux à l'issue de l'ePrix de New York
| Pos. | Pilote                 | Points |
| ---- | ---------------------- | ------ |
| 1    | Sam Bird               | 81     |
| 2    | Antonio Félix da Costa | 76     |
| 3    | Robin Frijns           | 76     |
| 4    | Edoardo Mortara        | 72     |
| 5    | Nick Cassidy           | 70     |
| 6    | Jean-Éric Vergne       | 68     |
| 7    | René Rast              | 61     |
| 8    | Mitch Evans            | 60     |
| 9    | Pascal Wehrlein        | 60     |
| 10   | Nyck de Vries          | 59     |
| 11   | Oliver Rowland         | 59     |
| 12   | Lucas di Grassi        | 54     |
| 13   | Stoffel Vandoorne      | 54     |
| 14   | Jake Dennis            | 54     |
| 15   | Maximilian Günther     | 54     |
| 16   | Alexander Sims         | 44     |
| 17   | Alex Lynn              | 38     |
| 18   | André Lotterer         | 32     |
| 19   | Nico Muller            | 30     |
| 20   | Sébastien Buemi        | 20     |
| 21   | Norman Nato            | 17     |
| 22   | Oliver Turvey          | 13     |
| 23   | Sérgio Sette Câmara    | 12     |
| 24   | Tom Blomqvist          | 5      |
| 25   | Joel Eriksson          | 0      |

| Pos. | Écurie                    | Points |
| ---- | ------------------------- | ------ |
| 1    | Virgin-Audi               | 146    |
| 2    | DS Techeetah              | 144    |
| 3    | Jaguar                    | 141    |
| 4    | Audi                      | 115    |
| 5    | Mercedes                  | 113    |
| 6    | BMW i Andretti Motorsport | 108    |
| 7    | Porsche                   | 92     |
| 8    | ROKiT Venturi-Mercedes    | 89     |
| 9    | Mahindra                  | 82     |
| 10   | Nissan eDams              | 79     |
| 11   | Dragon-Penske             | 42     |
| 12   | NIO 333                   | 18     |